# 白塔公园
白塔公园是位于浙江省杭州市上城区的一座公园。公园毗邻钱塘江北岸，地处西湖风景名胜区南缘凤凰山麓，是大运河国家文化公园的一部分。公园开业于2014年5月1日。

## 历史
2010年11月25日，杭州人大宣布将以闸口白塔为核心，修建白塔公园。2012年6月13日，杭州市政府将详细的修建方案提交给杭州人大审议，该方案于翌日通过。公园一期工程于2014年完工，并于当年五月一日开放。2018年4月，公园被纳入大运河国家文化公园。

## 闸口白塔

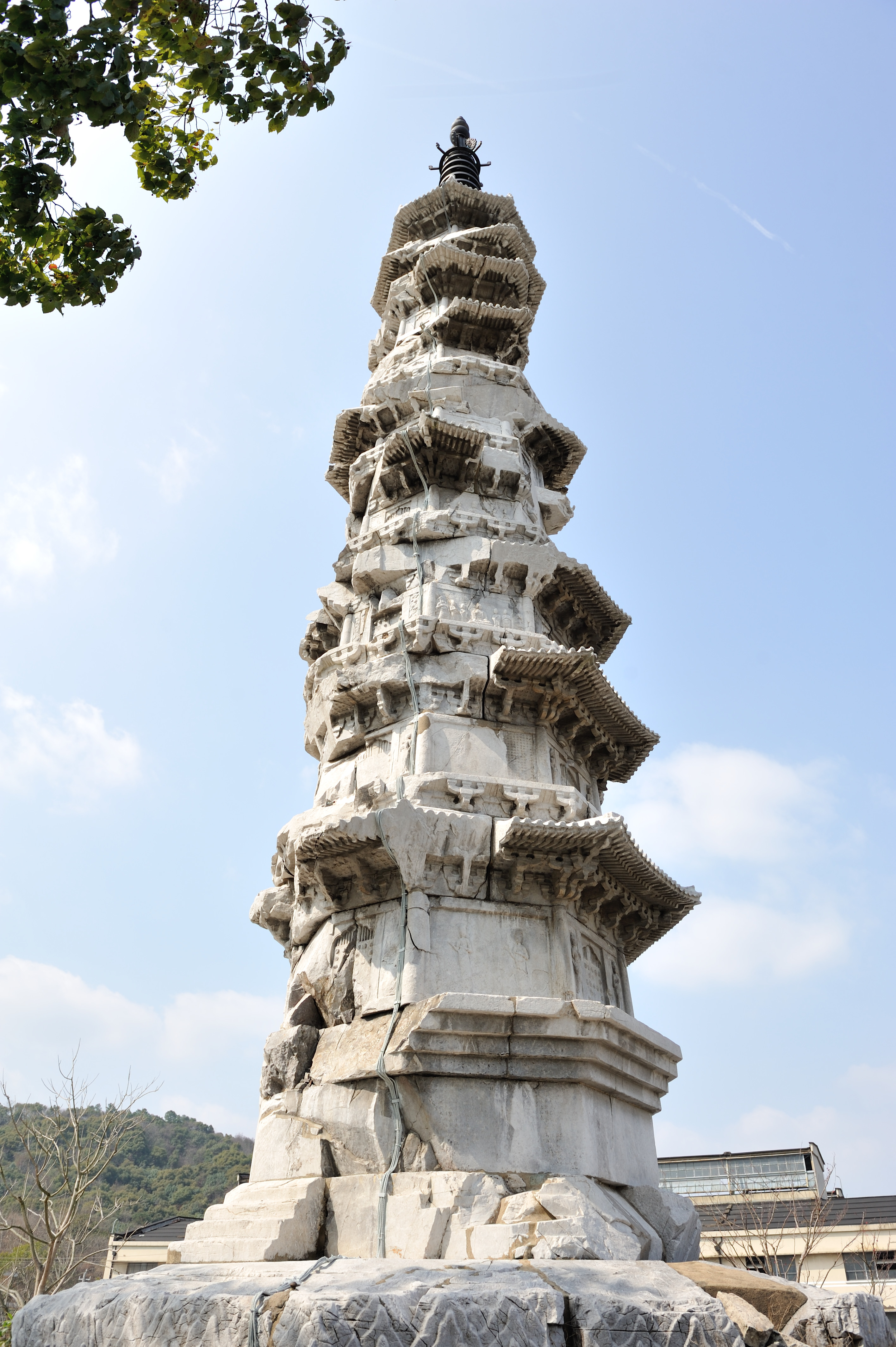
闸口白塔

公园内的闸口白塔位于钱塘江畔白塔岭之上。岭以塔为名。因地处接近钱塘江与京杭大运河交汇处，白塔长期以来被认为是两河交汇的地标:190。塔的具体修建年份以及不可考，根据建筑样式推断接近于建筑于五代十国时期的佛塔。在北宋与南宋年间，白塔附近为一富庶海港。北宋文人范仲淹以及南宋的文献曾描述周遭之白塔寺，然今已不存。

## 闸口站遗址
闸口火车站曾经是浙江省第一条铁路——江墅铁路的南端终到站，随江墅铁路开通于1907年。江墅铁路后改为沪杭铁路一部分。在上山下乡的年代里，闸口是杭州知青的启程地。公园至今仍然保留铁路遗迹。铁轨目前被改建为步道。公园内陈列两火车头，其一仅供欣赏，其二提供小火车搭乘体验 。公园内的龙门吊被改为观景点，可以远眺钱塘江、六和塔以及白塔，并设有咖啡厅。2024年5月16日，白塔岭闸口机务段历史风貌区入選第一批杭州市历史风貌区。

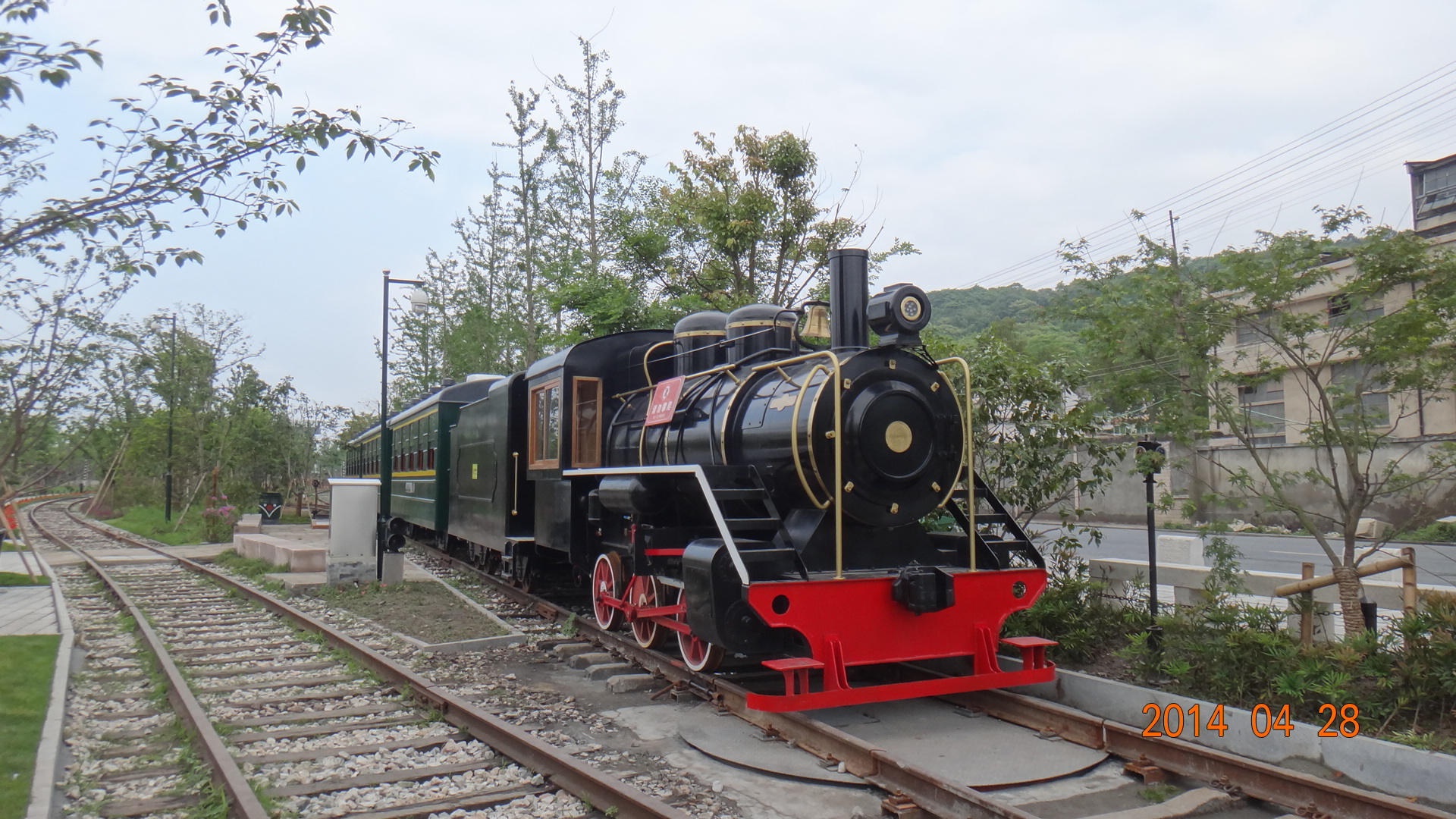
闸口站运行的小火车
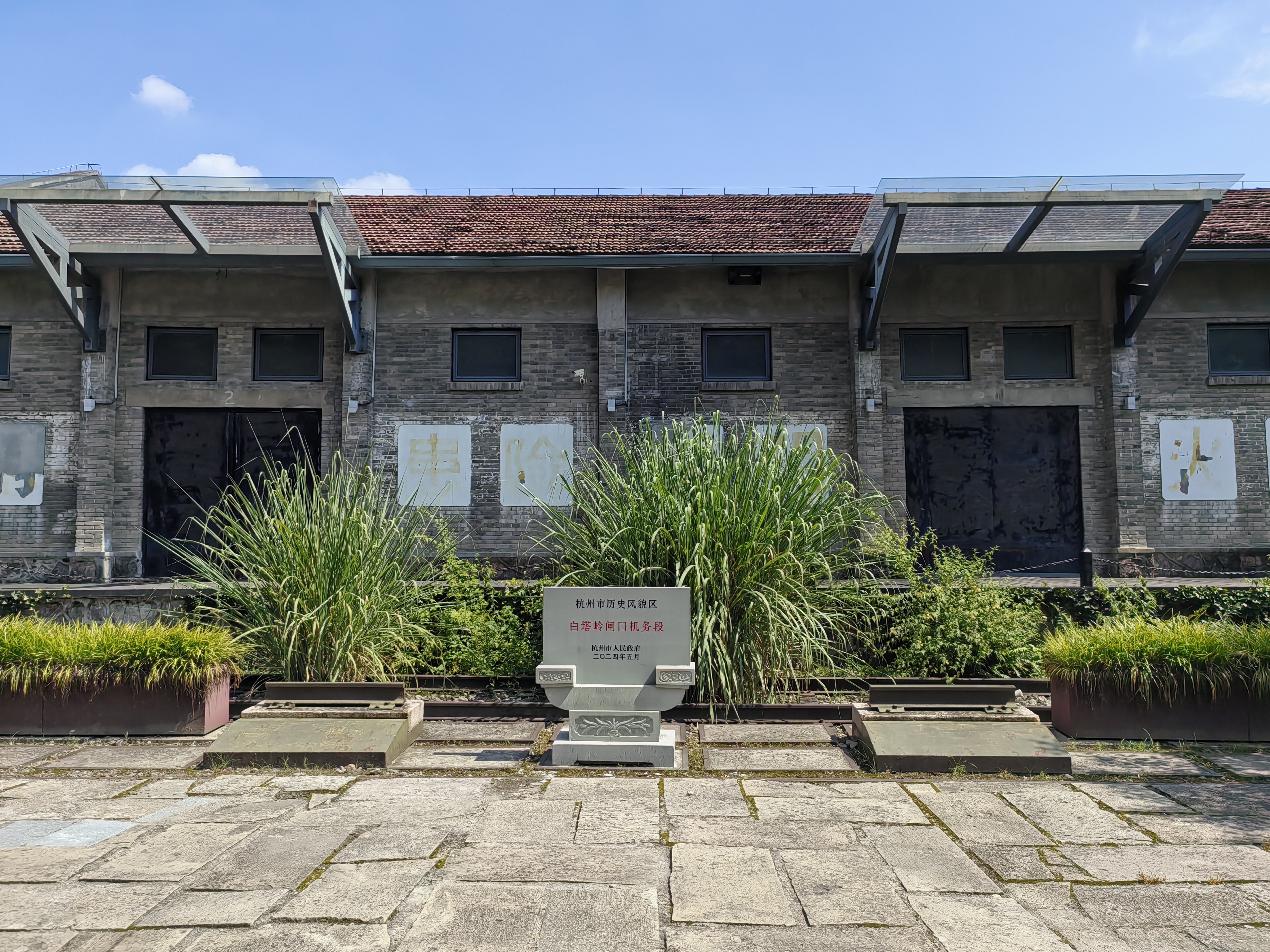
白塔岭闸口机务段